# Power Mac G5

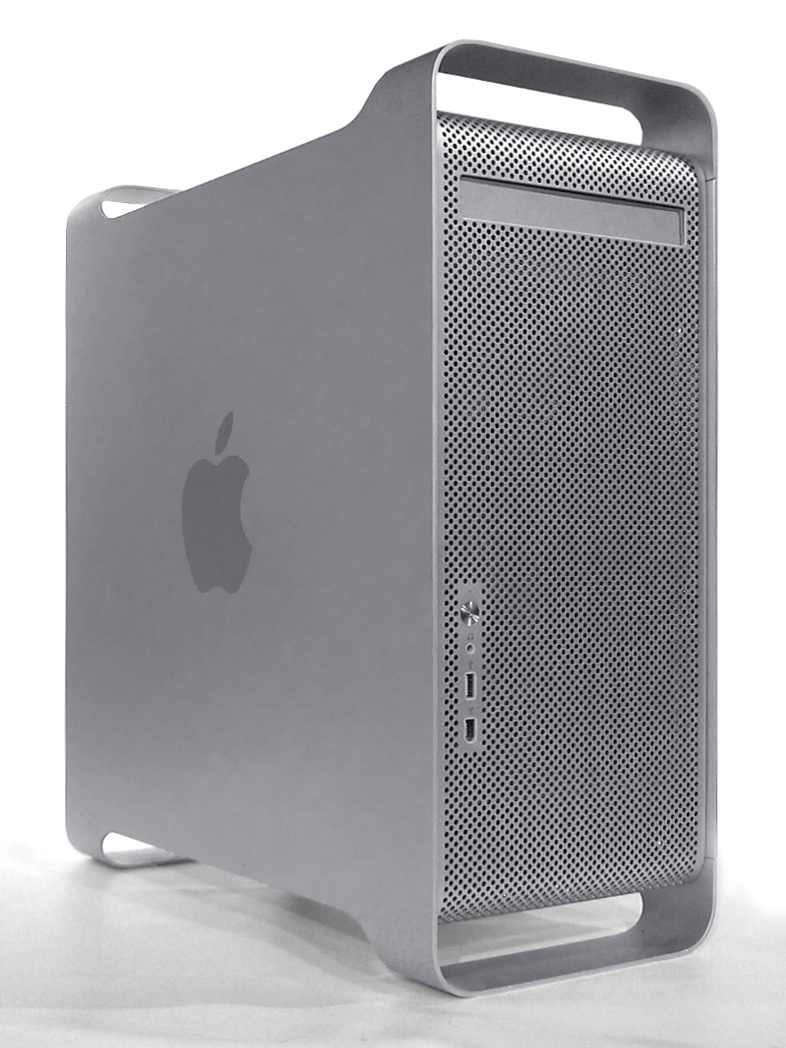
Power Mac G5

Power Mac G5 är en persondator av arbetsstationklass från Apple som lanserades den 23 juni 2003 under företagets utvecklarkonferens, WWDC. Datorn ersatte Power Mac G4. En av de största nyheterna i Power Mac G5 var processorbytet till PowerPC 970 som innebar en övergång från 32- till 64-bitarsprocessor. En annan stor nyhet var lådan. Den ärvde de utmärkande fyra handtagen från Power Mac G4-lådan. Annars var lådan mycket mer fyrkantig. Övriga milstolpar med datorn var att den introducerade Serial ATA och USB 2.0 till Mac-plattformen.
Den 7 augusti 2006 lanserade Apple Mac Pro vilken ersatte Power Mac G5.

## Revision A (2003-06-23)
Tekniska specifikationer
- Moderkort: egenutvecklat
- Chipset: ?
- Systembuss: 50 % av processorhastigheten, det vill säga 800, 900 eller 1000 MHz
- Processorsockel: ?
- Processor: PowerPC 970. 1.6, 1.8 eller dubbla 2.0 GHz.
- Minnestyp: 400 MHz DDR SDRAM DIMM. Parvis montering krävs.
- Minnesplatser: 4 eller 8 totalt. 256 MB – 8 GB RAM totalt.
- Hårddisk: 2 interna platser. Serial ATA. 7200 varv/minut. 80–160 GB styck.
- Kortplatser: 3 st PCI-X samt AGP 8X Pro
- Grafikkort:
  - ATI Radeon 9600 Pro med 64 MB
  - NVIDIA GeForce FX 5200 Ultra med 64 MB
- Optisk enhet: 1 plats. ATA/100[förtydliga] . DVD-brännare (4X-bränning).
- Nätverk: Gigabit Ethernet. Tillval: internt AirPort Extreme-kort (54 Mbps, 802.11b/g)
- Modem: internt 56k-modem (tillval)
- Bluetooth: intern modul (tillval)
- Portar (framsidan):
  - Data: FireWire 400, USB 2.0
  - Ljud: 3.5 mm ljud-ut
- Portar (baksidan):
  - Data: FireWire 400, FireWire 800, 2x USB 2.0
  - Nätverk: Gigabit Ethernet
  - Ljud: 2x optiska portar (TOSLINK) samt ljud-ut och ljud-in
  - Övrigt: Ström, VGA och DVI (via grafikkortet)
- Tillbehör: tangentbord, mus och DVI-till-VGA-adapter
- Program: Mac OS 10.2.7, Ilife 03, Graphic Converter.

## Revision A (2003-11-18)
Ändring i specifikationerna:
- Processor: PowerPC 970. 1.6, dubbla 1.8 eller dubbla 2.0 GHz.

## Revision B (2004-06-09)
Tekniska specifikationer
- Moderkort: egenutvecklat
- Chipset: ?
- Systembuss: 50 % av processorhastigheten
- Processorsockel: ?
- Processor: 2x PowerPC 970. 1.8, 2.0 eller 2.5 GHz.
- Minnestyp: 400 MHz DDR SDRAM DIMM. Parvis montering krävs.
- Minnesplatser: 4 eller 8 totalt. 256 MB – 8 GB RAM totalt.
- Hårddisk: 2 interna platser. Serial ATA. 7200 varv/minut. 80–160 GB styck.
- Kortplatser: 3 st PCI-X samt AGP 8X Pro
- Grafikkort:
  - NVIDIA GeForceFX 5200 Ultra med 64 MB
  - ATI Radeon 9600 XT med 128 MB
- Optisk enhet: 1 plats. ATA/100. DVD-brännare (8X-bränning)
- Nätverk: Gigabit Ethernet. Tillval: internt AirPort Extreme-kort (54 Mbps, 802.11b/g)
- Modem: internt 56k-modem (tillval)
- Bluetooth: intern modul (tillval)
- Portar (framsidan):
  - Data: FireWire 400, USB 2.0
  - Ljud: 3.5 mm ljud-ut
- Portar (baksidan):
  - Data: FireWire 400, FireWire 800, 2x USB 2.0
  - Nätverk: Gigabit Ethernet
  - Ljud: 2x optiska portar (TOSLINK) samt ljud-ut och ljud-in
  - Övrigt: Ström, VGA och DVI (via grafikkortet)
- Tillbehör: tangentbord, mus och DVI-till-VGA-adapter
- Program: Mac OS 10.3, Ilife 04, Graphic Converter.

## Revision B (2004-10-19)
En budgetvariant introduceras:
- Systembuss: 1/3 av processorhastigheten.
- Processor: PowerPC 970. 1.8 GHz.
- Minnesplatser: 4 totalt. 256 MB – 4 GB RAM totalt.

## Revision C (2005-04-27)
Tekniska specifikationer
- Moderkort: egenutvecklat
- Chipset: ?
- Systembuss: 50 % av processorhastigheten
- Processorsockel: ?
- Processor: 2x PowerPC 970. 2.0, 2.3 eller 2.7 GHz. 512 kB L2.
- Minnestyp: 400 MHz DDR SDRAM DIMM. Parvis montering krävs.
- Minnesplatser: 4 eller 8 totalt. 512 MB – 8 GB RAM totalt.
- Hårddisk: 2 interna platser. Serial ATA. 7200 varv/minut. 80–160 GB styck.
- Kortplatser: 3 st PCI-X samt AGP 8X Pro
- Grafikkort:
  - ATI Radeon 9600 med 128 MB
  - ATI Radeon 9650 med 256 MB
- Optisk enhet: 1 plats. ATA/100. DVD-brännare (16X-bränning) med DL-bränning
- Nätverk: Gigabit Ethernet. Tillval: internt AirPort Extreme-kort (54 Mbps, 802.11b/g)
- Modem: internt 56k-modem (tillval)
- Bluetooth: intern modul (tillval)
- Portar (framsidan):
  - Data: FireWire 400, USB 2.0
  - Ljud: 3.5 mm ljud-ut
- Portar (baksidan):
  - Data: FireWire 400, FireWire 800, 2x USB 2.0
  - Nätverk: Gigabit Ethernet
  - Ljud: 2x optiska portar (TOSLINK) samt ljud-ut och ljud-in
  - Övrigt: Ström, VGA och DVI (via grafikkortet)
- Tillbehör: tangentbord, mus och DVI-till-VGA-adapter
- Program: Mac OS 10.4, Ilife 05, Graphic Converter.

## Revision D (2005-10-19)
Tekniska specifikationer
- Moderkort: egenutvecklat
- Chipset: ?
- Systembuss: 50 % av processorhastigheten
- Processorsockel: ?
- Processor: PowerPC 970MP (dual-core). 2.0 ("dual"), 2.3 () eller dubbla 2.5 GHz. 1 MB L2/core.
- Minnestyp: 533 MHz DDR2 SDRAM DIMM. Parvis montering krävs.
- Minnesplatser: 8 totalt. 512 MB – 16 GB RAM totalt.
- Hårddisk: 2 interna platser. Serial ATA. 7200 varv/minut. 160-250 GB styck.
- Kortplatser: 4 st PCI Express varav en avsedd för grafikkort.
- Grafikkort:
  - NVIDIA GeForce 6600 LE med 128 MB
  - NVIDIA GeForce 6600 med 256 MB
- Optisk enhet: 1 plats. ATA/100. DVD-brännare (16X-bränning) med DL-bränning
- Nätverk: Gigabit Ethernet. Tillval: internt AirPort Extreme-kort (54 Mbps, 802.11b/g)
- Modem: externt 56k-modem via USB (tillval)
- Bluetooth: intern modul (tillval)
- Portar (framsidan):
  - Data: FireWire 400, USB 2.0
  - Ljud: 3.5 mm ljud-ut
- Portar (baksidan):
  - Data: FireWire 400, FireWire 800, 3x USB 2.0
  - Nätverk: 2x Gigabit Ethernet
  - Ljud: 2x optiska portar (TOSLINK) samt ljud-ut och ljud-in
  - Övrigt: Ström, VGA och DVI (via grafikkortet)
- Tillbehör: tangentbord, mus och DVI-till-VGA-adapter
- Program: Mac OS 10.4, Ilife 05, Graphic Converter.

### Specifikationer
- Ursprungliga versionen (Rev A)
- 2004 juni (Rev B)
- 2004 late (Rev B)
- 2005 early (Rev C)
- 2005 late (Rev D)